# Kleine langtongvleerhond
De kleine langtongvleerhond (Macroglossus minimus) is een vleermuis uit de familie der vleerhonden (Pteropodidae) en het geslacht Macroglossus.

## Beschrijving
De kleine langtongvleerhond heeft een lange snuit. De tanden zijn klein, behalve de naaldvormige hoektanden. De tong is lang en heeft een borstelvormige top. De kleine langtongvleerhond is een vrij kleine soort vleerhond. Hij heeft een kop-romplengte van zes à zeven centimeter, een voorarmlengte van 38 tot 42 centimeter en een spanwijdte van 14 tot 17 centimeter. Hij heeft geen staart.

## Verspreiding
De kleine langtongvleerhond komt voor in bossen en plantages in de kuststreek van Vietnam en Cambodja, Malakka, Java, Borneo, Bali en andere Indonesische eilanden, de Filipijnen, Nieuw-Guinea, de Bismarck-archipel, de Salomonseilanden en Australië.
Op eilanden binnen dit areaal bestaan endemische ondersoorten waaronder M. minimus booensis zoals beschreven door de Nederlandse bioloog C.W. Moeliker.

## Leefgebied en gewoonten
Met de lange snuit en de lange, borstelvormige tong kan hij makkelijk bij zijn voedsel, het stuifmeel en nectar uit de bloemen van mangrovebomen en fruitbomen als banaan en mango. Hij eet ook vruchten.
Hij rust solitair of in kleine groepjes van vijf tot tien dieren. Als roestplaats dienen takken of opgerolde bananen- of hennepbladeren. Tegen de schemering wordt hij actief. 's Nachts is hij vrij luidruchtig. Na een draagtijd van twaalf tot vijftien weken wordt één jong geboren.